# Список населённых пунктов медье Бекеш
Список населённых пунктов медье Бекеш:

## Города
| Город         | Население |
| ------------- | --------- |
| Баттонья      | 5726      |
| Бекеш         | 21544     |
| Бекешчаба     | 60571     |
| Вестё         | 7623      |
| Деваванья     | 7363      |
| Дьомаэндрёд   | 15095     |
| Дьюла         | 32239     |
| Кёрёшладань   | 4557      |
| Мезёберень    | 11591     |
| Мезёковачхаза | 6945      |
| Мезёхедьеш    | 6262      |
| Орошхаза      | 30688     |
| Сарваш        | 15565     |
| Сегхалом      | 10151     |
| Тоткомлош     | 6615      |
| Фюзешдьярмат  | 6542      |
| Чорваш        | 5738      |
| Шаркад        | 10463     |
| Элек          | 4513      |

## Сёла
- Бекешсентандраш
- Добоз
- Гадорош
- Домбедьхаз
- Кевермеш
- Кетедьхаза
- Надьсенаш
- Чабачуд

## Деревни
- Альмашкамараш
- Бекешшамшон
- Бельмедьер
- Бихаругра
- Буча
- Вегедьхаза
- Герендаш
- Гест
- Домбиратош
- Жадань
- Камут
- Кардош
- Кардошкут
- Касапер
- Кертессигет
- Кетшопронь
- Кишдомбедьхаз
- Кондорош
- Кёрёшнадьхаршань
- Кёрёштарча
- Кёрёшуйфалу
- Кётедьян
- Кунагота
- Лёкёшхаза
- Мадьярбанхедьеш
- Мадьярдомбедьхаз
- Меддьешбодзаш
- Меддьешедьхаза
- Мезёдьян
- Мехкерек
- Муронь
- Надьбанхедьеш
- Надькамараш
- Окань
- Пустафёльдвар
- Пустаоттлака
- Сабадкидьош
- Тархош
- Телекгерендаш
- Уйкидьош
- Уйсалонта
- Хунья
- Чабасабади
- Чанадапаца
- Чардасаллаш
- Шаркадкерестур
- Эрменькут
- Эчегфальва